# 師木野村
師木野村（しぎのそん）は、山口県玖珂郡にあった村。現在の岩国市中心部の南西、岩徳線・柱野駅の周辺にあたる。

## 地理
- 山岳 ： 大応山、米山、高照寺山、三蔵山、神ノ内山

## 歴史
- 1889年（明治22年）4月1日 - 町村制の施行により、柱野村・叶木村・六呂師村の区域をもって発足。
- 1955年（昭和30年）4月1日 - 岩国市に編入。同日師木野村廃止。

## 交通

### 鉄道路線
- 日本国有鉄道
  - 岩徳線
    - 柱野駅

現在は旧村域を錦川鉄道錦川清流線が通過するが、当時は未開業。

### 道路
現在は旧村域を山陽自動車道が通過するが、当時は未開通。